# فلزات سنگین در محصولات بهداشتی کودکان
فلزات سنگین (انگلیسی: Heavy metals) گروهی از فلزات شامل سرب، جیوه، کادمیوم، آرسنیک، نیکل و کروم هستند که در صورت ورود به بدن انسان، می‌توانند اثرات منفی جدی بر سلامت، به‌ویژه در نوزادان و کودکان خردسال داشته باشند.